# Sân vận động Western Sydney
Sân vận động Western Sydney (tiếng Anh: Western Sydney Stadium), còn được gọi là Sân vận động CommBank vì lý do tài trợ, là một sân vận động đa năng hình chữ nhật nằm ở Parramatta, trong Vùng Đại Tây Sydney, cách trung tâm thành phố Sydney khoảng 24 km về phía Tây. Sân thay thế cho Sân vận động Parramatta đã bị phá hủy. Sân vận động được khánh thành vào tháng 4 năm 2019. Sân có sức chứa 30.000 chỗ ngồi. Sân thuộc sở hữu của Chính quyền New South Wales, được điều hành bởi VenuesLive. Sân vận động này được thiết kế bởi Populous Architects và được xây dựng bởi Lendlease với chi phí xây dựng là 300 triệu đô la. Nơi đây tổ chức các trận đấu thể thao lớn được diễn ra trên mặt sân hình chữ nhật ở Sydney.
Sân vận động Western Sydney hiện được sử dụng chủ yếu cho các trận đấu rugby league, bóng đá, rugby union, cũng như các buổi hòa nhạc và các sự kiện đặc biệt. Câu lạc bộ National Rugby League Parramatta Eels và câu lạc bộ A-League Western Sydney Wanderers sử dụng sân làm sân nhà. Những đội thuê sân khác bao gồm Wests Tigers thuộc NRL và New South Wales Waratahs thuộc Super Rugby. Một số câu lạc bộ như Canterbury-Bankstown Bulldogs và South Sydney Rabbitohs đang tạm thời sử dụng sân vận động này làm sân nhà, vì sân nhà của hai đội, Sân vận động bóng đá Sydney đang được xây dựng.